# Citizens for Responsibility and Ethics in Washington
Citizens for Responsibility and Ethics in Washington (CREW) (englisch für: Bürger für Verantwortlichkeit und Ethik in Washington) ist eine US-amerikanische Organisation mit Sitz in Washington, D.C., deren erklärtes Ziel die Bekämpfung von Korruption in Parlaments- und Regierungskreisen der USA ist. CREW bezeichnet sich als „progressiv“ und arbeitet mit anderen, eher dem linken Spektrum zuneigenden Non-Profit-Organisationen zusammen.
CREW wurde 2001 durch 	Norman L. Eisen und die Geschäftsführerin Melanie Sloan, früher Beraterin zweier demokratischer Abgeordneter (John Conyers und Senator Charles Schumer), gegründet.
Oftmals wird CREW als den Demokraten nahestehendes Gegenstück zu Judicial Watch bezeichnet, einer den Republikanern nahestehende Organisation, die maßgeblich am Amtsenthebungsverfahren gegen Präsident Bill Clinton beteiligt war. Es bestehen – nach Angaben der konservativen Washington Times – enge finanzielle und personelle Verbindungen zwischen CREW und Funktionsträgern der Demokraten. Eisen trat im Februar 2019 aus dem Vorstand aus.

## Aktivitäten
Das bekannteste Projekt von CREW ist die „Liste der korruptesten Politiker in Washington“:
Präsidenten
- Ronald Reagan (R-1981–1989)[3]
- Warren G. Harding (R-1921–1923)[3]

Repräsentantenhaus
- Rob Andrews (D-New Jersey)
- Michele Bachmann (R-Minnesota)
- Tim Bishop (D-New York)
- Paul Broun (R-Georgia)
- Vern Buchanan (R-Florida)
- Scott DesJarlais (R-Tennessee)
- Michael Grimm (R-New York)
- Gregory Meeks (D-New York)
- Hal Rogers (R-Kentucky)
- David Valadao (R-Kalifornien)
- Don Young (R-Alaska)

„Unehrenhafte Erwähnungen“ erhielten 2013 vier weitere Abgeordnete des Repräsentantenhauses:
- Bill Owens (D-New York)
- Peter Roskam (R-Illinois)
- Aaron Schock (R-Illinois)
- John F. Tierney (D-Massachusetts)

Senat
- Mitch McConnell (R-Kentucky)
- Bob Menendez (D-New Jersey)

Naturgemäß ist diese Einstufung höchst umstritten. Die Tatsache, dass in den Vergangenheit deutlich weniger demokratische als republikanische Politiker auf dieser Liste standen, wurde von konservativen Kritikern als Täuschungsmanöver eingestuft.

### Trump-Administration
Die CREW hat die Regierung Donald Trump aggressiv ins Visier genommen und drei Tage nach seiner Amtseinführung als US-Präsident ihre erste Klage gegen Trump eingereicht. Laut der Zeitschrift „New York“ wurden seitdem täglich Maßnahmen gegen die Regierung und ihre Verbündeten im Kongress eingeleitet, Klagen und Ermittlungen eingereicht und Beschwerden bei Behörden wie dem Amt für Regierungsethik (Office of Government Ethics) eingereicht.
Im Januar 2018 veröffentlichte CREW einen 36-seitigen Bericht über Trumps Präsidentschaft, in dem sie als die „unethischste Präsidentschaft“ in der Geschichte der USA bezeichnet wurde. Im Februar 2018 schrieb Environment & Energy Publishing, dass er mehr als 180 rechtlichen Beschwerdeverfahren gegen Trump und seine Verwaltung gäbe.

### Die Kosten der Trumps
Die Trumps reisten in einem Jahr mehr als die Obamas in sieben Jahren. Die Rechnung zahlt der Steuerzahler, das Geld streichen zum Teil Trumps eigene Firmen ein.
Die Obamas reisten im Schnitt 133,3 Mal pro Jahr. Die Trumps kommen im selben Zeitraum auf 1625 Reisen. Grundlage der Untersuchung durch CREW waren die offiziellen Zahlen des US-Finanzministeriums.

#### Donald Trump beansprucht den Secret Service
Der Direktor des Secret Service, Randolph Alles, warnte bereits 2017 vor dem extremen Anstieg der Inanspruchnahme des Dienstes durch die Familie Trump. Er befürchtete, dass seine Behörde personell und finanziell auf einen Engpass zusteuere. Innerhalb des Jahres 2017 seien die Ausgaben für den Schutz des Präsidenten, des Vizepräsidenten und deren Familien um 60 Millionen US-Dollar angestiegen, wie die Washington Post berichtete. Das entspricht nahezu einer Verdopplung der Ausgaben der Behörde, deren gesamter Etat im Jahr 2015 noch bei 80 Millionen US-Dollar gelegen hatten.
Alles ist nicht mehr im Amt, er wurde im Mai 2019 ohne Angaben von Gründen am 1. Mai 2019 durch James M. Murray ersetzt. Die Probleme bestehen weiter.

#### Trumps Familie unter dem Schutz des Secret Service
Seine Familie mit der derzeitigen First Lady mit 5 Kindern der insg. 3 Ehefrauen verursachen den eklatanten Anstieg der Aufwendungen zum Schutz der Präsidentenfamilie. Während bei Barack Obama nur zwei Töchter mit derselben Frau zu schützen waren, sind es bei Donald Trump alle unmittelbaren Familienmitglieder:
- Donald Trump Junior, ältester Sohn und Vizepräsident der Trump Organization
Während andere Präsidenten vor Donald Trump sich für die Dauer ihrer Amtszeit von ihren persönlichen Reichtümern distanzierten und zum Beispiel eine Treuhandgesellschaft einsetzten, die ihre Firmen und Vermögen vorübergehend verwalteten, hat sich Donald Trump von Anfang gegen diesen Schritt geweigert. Stattdessen übertrug er die Leitung seiner Firma einfach seinen beiden Söhnen Donald und Eric.
- Eric Trump, wie sein Bruder Vizepräsident des Familienunternehmens
- Ivanka Trump, älteste Tochter, arbeitete wie ihr Ehemann Jared Kushner als Berater Donald Trumps im Weißen Haus.
- Tiffany Trump, Tochter aus zweiter Ehe und zurzeit als Studentin an der Georgetown University eingeschrieben.
- Barron Trump, der jüngste Sohn des US-Präsidenten, der gemeinsam mit seinen Eltern im Weißen Haus wohnte.
- Melania Trump, aktuelle Ehefrau und dadurch ehemalige First Lady der USA.

#### Donald Trump Jr. und Eric Trump unterwegs
Um die Geschäfte des international tätigen Unternehmens „Trump Organization“ zu leiten, sind entsprechend viele Reisen rund um den Globus erforderlich. Reisen, die von Kindern des US-Präsidenten unternommen werden, müssen vom Secret Service begleitet werden. Das galt zum Beispiel im Februar 2017 für einen Besuch von Eric und Don Jr. in Dubai, wo die beiden ein Trump Golfressort eröffneten. Laut CREW kostete diese Geschäftsreise die US-Steuerzahler mehr als 200.000 US-Dollar und es ist nur eine von sehr vielen Reisen.

#### Mar-a-Lago
Die Kosten für den Schutz der Präsidentenfamilie werden zusätzlich durch die zahlreichen Wochenendreisen der Trumps nach Mar-a-Lago, dem Golfressort Trumps in Florida, in die Höhe getrieben. Zur An- und Abreise werden Hubschrauber, die Air Force One und Autokonvois in Bewegung gesetzt, Personenschützer und lokale Polizisten sind im Dauereinsatz. Zuzüglich des erhöhten Aufwands, der durch die Sicherung der weitläufigen Anlage entsteht, summieren sich Kosten von etwa 3 Millionen US-Dollar pro Trip. Standesgemäß wird das mitreisende Personal in dem Luxusressort untergebracht und mit Originalpreisen dem Steuerzahler in Rechnung gestellt. Noch pikanter wird die Angelegenheit durch den Umstand, dass ein Teil der Ausgaben sich in Einnahmen für die „Trump Organization“ verwandelt – und zwar immer dann, wenn die Beamten des Secret Service in einem der Luxushotels Trumps abgestiegen waren.

## Juristische Aktivitäten
Am 23. Januar 2017 hat die Organisation eine Klage gegen Donald Trump vor einem New Yorker Bezirksgericht wegen seiner ungeklärten Finanzverbindungen ins Ausland eingereicht.